# Assessor (geslacht)
Assessor is een geslacht van straalvinnige vissen uit de familie van rifwachters of rondkoppen (Plesiopidae).

## Soorten
- Assessor flavissimus Allen & Kuiter, 1976 – Gele rifwachter
- Assessor macneilli Whitley, 1935
- Assessor randalli Allen & Kuiter, 1976